# 大力水手事件
大力水手事件，亦稱「柏楊案」，是臺灣白色恐怖時期的文字獄事件。

## 大力水手事件
1968年1月3日，《中華日報》家庭版刊出翻譯家柏楊（本名郭衣洞）翻譯的美國連環漫畫《大力水手》（Popeye the Sailor Man），故事內容為卜派父子合購一島，遂在島上建立私人國家，各自競選總統。
據中華民國監察院調查報告，柏楊譯文為：「小孩問大力水手：『老頭，你要寫文章投稿呀！』大力水手：『我要寫一篇告全國同胞書。』小孩說：『全國只有我們兩個人，你知道吧！』大力水手：『但是我還是要講演。』」在登出後被認為有影射兩蔣（時任中華民國總統蔣中正、中華民國國防部部長蔣經國）之疑，於是中華日報社分別在1月16日與1月22日向中國國民黨中央委員會第四組主任陳裕清提出報告。中國國民黨中央委員會第四組調查後，函請臺灣警備總司令部偵辦本案，並副知司法行政部調查局；2月26日由司法行政部調查局主持之「咸寧會報」決議，由台灣警備總司令部、臺北市警察局、中國國民黨中央委員會第六組及該局成立「清華專案」小組調查。

## 入獄經過
司法行政部調查局先後約談柏楊及其妻倪明華。3月4日柏楊再度被約談，3月7日被捕。6月7日移送警備總部軍法處。
據柏楊回憶，在調查局內。柏楊受到調查人員劉展華、劉昭祥、高義儒、李尊賢4個多月的嚴厲拷問，被迫承認「與共匪隔海唱和，打擊最高領導中心，挑撥政府與人民的感情」。柏楊在答辯書透露，他並不太痛恨劉展華及劉昭祥，他們只是威脅利誘。然而李尊賢卻引導他非走其預定道路不可；高義儒更喪盡天良，除要柏楊自製冤獄外，還要柏楊羅織其友廖衡入獄。。
據當時司法行政部調查局之移送書，宣稱柏楊之犯罪事實為其在1948年瀋陽為中共攻佔之際，加入「民主建設學院」，經由中共幹部介紹，向毛澤東像宣誓，脫離國民黨，並加入「民主同盟」，為統一戰線而努力。認定其長期利用寫作，利用盲目之群眾心理，大肆揭發社會黑暗面，顛倒是非，以淆惑視聽，迷亂人心，破壞政府威信，離間人民與政府感情，激發對政府不滿情緒，動搖民心士氣，以遂匪方文化統戰之陰謀。
然而根據監察院調查，所謂柏楊於1948、1949年受中共訓練。僅有柏楊的偵訊筆錄，而偵訊筆錄與自白又有諸多不符之處。另根據向中國國民黨中央委員會第六組、教育部及國防部陸軍總司令部、情報局、總政治作戰部、人事參謀次長室、作戰參謀次長室、情報參謀次長室及調查局等機關查證結果，並無柏楊所供稱之中共工作人物（如姜某、北大教授樓匪等人物）；且瀋陽淪陷當時，中共不可能設有自白所稱「受匪訓機構」「民主建設學院」。倘有，亦係1951年以後之事，而訓練時間則為六個月至一年，亦不符柏楊自白所稱「受匪訓三天」；在瀋陽淪陷當時，「民主同盟」亦非「附匪組織」（柏楊自白所稱匪訓結訓時，由匪幹主持宣誓加入之附匪組織）而中共對被俘國民黨較高級人員係迫其參加「偽國民黨革命委員會」而非參加「民主同盟」；或並無北平旃壇寺匪訓練機構（柏楊自白所稱北平陷匪時受匪訓機構）之情資；而1948年十一月間金元券一百元價值甚低（被告自白匪幹所給瀋陽到北平之路費），在瀋陽僅可買饅頭二十只。另軍事法庭傳訊證人結果，其證詞瑕疵，亦查無不利柏楊之事證（被告自白在北平受匪命打探十六軍軍情）。至於對柏楊不利的證詞，軍事法庭則以證人於偵查時已證述明確，堅拒傳訊。並無其他事證證明柏楊曾於「民主建設學院」受中共訓練的犯罪事實。
7月7日臺灣警備總司令部軍事檢察官偵結，以曾受匪訓為匪工作為由，觸犯《懲治叛亂條例》第二條第一項唯一死刑之叛亂罪，提起公訴。案經台灣警備總司令部軍事法庭審理結果，以柏楊於偵查中坦承犯行，已具悔悟之意，且其犯罪情節尚非重大等，依法減刑，於1969年8月11日判處有期徒刑12年。。
當時旅美學人孫觀漢、劉述先，甚至美國輿論界，都大力救援柏楊，但救援無效。1969年倪明華提出離婚要求，柏楊在獄中絕食21天。柏楊被移送綠島，1975年因蔣中正逝世減刑至八年。原於1976年3月6日刑滿出獄但卻遭中華民國國家安全局核定由臺灣警備總司令部移送綠島指揮部任「看管雇員」，至1977年4月才因美國政府關切而獲釋離開綠島。總刑期達九年又二十六天，獄中苦讀《資治通鑑》，完成了《中國人史綱》、《中國歷代帝王皇后親王公主世系》、《中國歷史年表》三部書稿。出獄後又花了十年翻譯《柏楊版資治通鑑》七十二冊。

## 爭議
另有一說是來自谷正文，由於柏楊不小心揭露了一件匪諜案，而受到情治單位的入罪。
此案牽扯到劉啟光，劉啟光本名侯朝宗，國民政府來台後歷任新竹縣長、省議員、華南銀行董事長等職，早年因為參與台灣農民組合遭到日本通緝而逃亡廈門並加入共產黨，之後被中統吸收成為情報員，來台後成為半山派接收台灣要員。
劉啟光與蔡孝乾曾經非常熟識，相關文獻並未顯示劉啟光日後曾經加入省工委的活動，但在1955年林日高遭判死刑槍決時，劉啟光曾經拜訪過谷正文，根據谷正文的說法，他曾經多次詢問劉啟光是不是共產黨，如果是建議他自首，劉啟光直說：「我實在不是，叫我怎麼自首？」，然而，劉啟光擔心早年與林日高、蔡孝乾等共產黨員熟識的往事曝光，對他的身心造成影響，谷正文形容他是被嚇死的，顯見這種精神折磨對他造成的影響，谷正文提及張志忠與季澐遭槍決後，他們的兒子楊揚就是由情治人員領養長大，而楊揚長大後缺錢花用，曾經以張志忠寫給劉啟光的信威脅劉啟光，後來錢揮霍完再次找劉啟光信件就被劉啟光搶走撕毀，楊揚不久之後在台北自殺，生前曾經寫信給柏楊，不知情的柏楊登於報上並連繫劉啟光，柏楊為此被指控大力水手事件逮捕入獄，兩周後劉啟光即病逝。

## 外部連結
- 國立臺南大學數位典藏聯合目錄－柏楊先生文物：大力水手連環畫 （页面存档备份，存于）
- 譯《大力水手》坐黑牢 （页面存档备份，存于）
- 郭衣洞叛亂案調查報告 （页面存档备份，存于），監察院，093國調0002
- 「不為君王唱讚歌，只為蒼生說人話」──人權作家柏楊辭世，台灣光華雜誌，2008年6月